# 倫氏濘齒鱂
倫氏濘齒鱂，為輻鰭魚綱鯉齒目鯉齒亞目谷鱂科的其中一種，為熱帶淡水魚，分布於中美洲墨西哥淡水流域，體長可達7公分，棲息在底中層水域，以藻類為食，生活習性不明。

## 擴展閱讀
維基物種上的相關：倫氏濘齒鱂